# St Davids
St Davids eller St David's (walisisk: Tyddewi, lit. "Davids hus”) er en by og et community (ved navn St Davids and the Cathedral Close) med en domkirke i Pembrokeshire, Wales, der ligger ned til floden Aln. Det er sankt David, der er Wales' skytshelgen, og byen er navngivet efter ham.
St Davids er Storbritanniens mindste by med city-status baseret på indbyggertal (med lidt over 1.600 indbyggere i 2011) og mindste byområde. St Davids fik city-status i 1100-tallet. Dette skete ikke automatisk på baggrund af kriterier, men i England og Wales fik domkirke-byer normal city-status, hvilket blev stoppet i begyndelsen af 1540'erne, hvor Henrik 8. etablerede bispesæder. Byens city-status blev fjernet i 1886, men blev genetableret i 1994 af dronning Elizabeth 2..
Blandt byens attraktioner er St Davids Cathedral fra første halvdel af 1100-tallet og Porth-y-Tŵr, der er den eneste tilbageværende portbygning ind til katedralens område.